# Xantho granulicarpus
Xantho granulicarpus är en kräftdjursart som beskrevs av Forest 1953. Xantho granulicarpus ingår i släktet Xantho och familjen Xanthidae. Inga underarter finns listade i Catalogue of Life.